# علاقات كوريا الجنوبية الخارجية

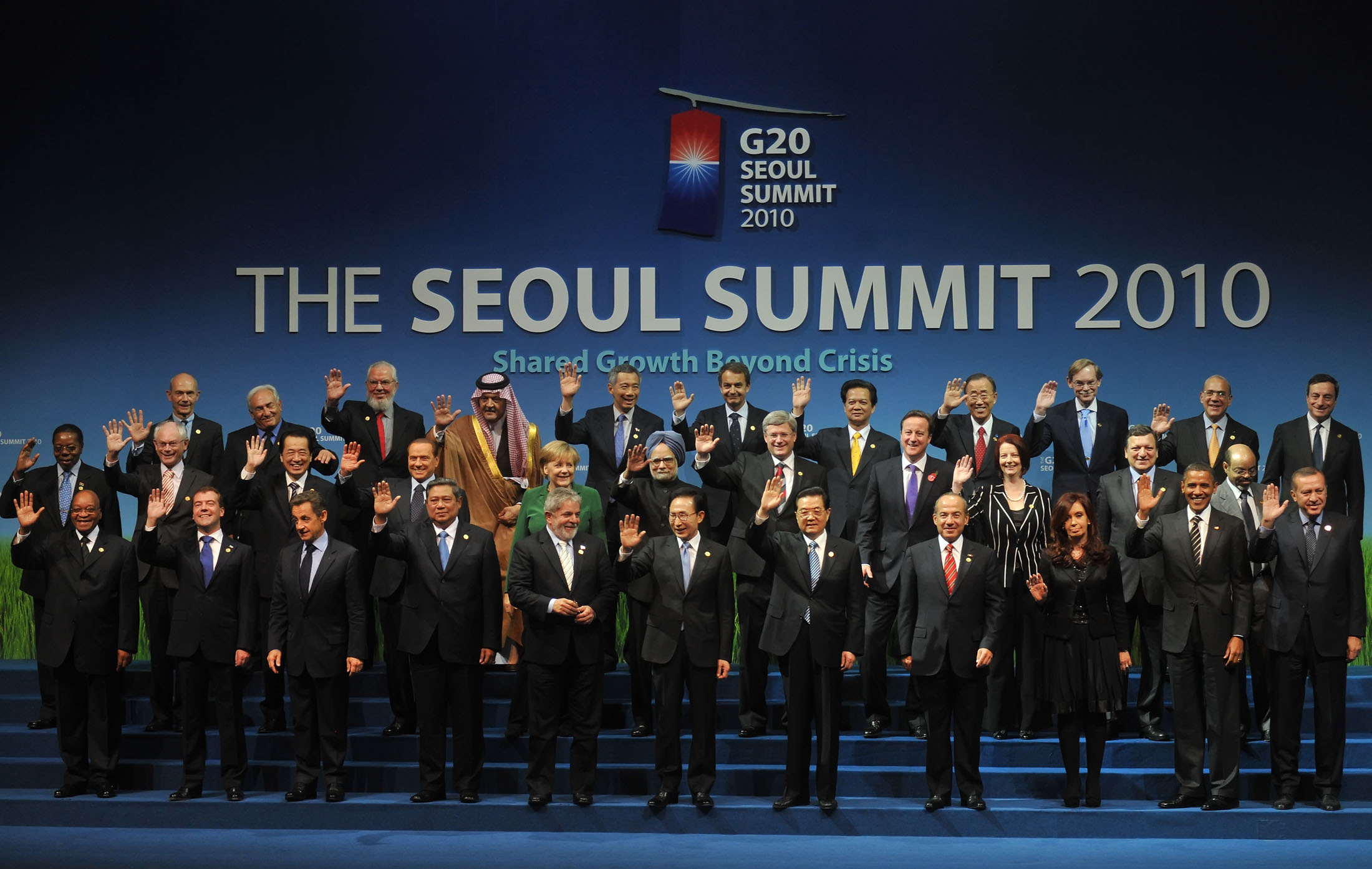

تقيم كوريا الجنوبية علاقات دبلوماسية مع 191 دولة. كوريا الجنوبية أيضًا عضو في الأمم المتحدة منذ عام 1991، إذ انضمت إليها بنفس وقت انضمام كوريا الشمالية. استضافت كوريا الجنوبية أحداثًا دولية كبرى مثل دورة الألعاب الأولمبية الصيفية لعام 1988 وبطولة كأس العالم لكرة القدم عام 2002 (استضافت بطولة الفيفا 2002 بشكل مشترك مع اليابان)، وبطولة العالم لألعاب القوى عام 2011 في دايغو. علاوة على ذلك، استضافت كوريا الجنوبية دورة الألعاب الأولمبية الشتوية لعام 2018 التي جرت في بيونغتشانغ من 9 إلى 25 فبراير.
كوريا الجنوبية عضو في الأمم المتحدة، ومنظمة التجارة العالمية، ومنظمة التعاون الاقتصادي والتنمية/ لجنة المساعدة الإنمائية، والآسيان زائد ثلاثة، وقمة شرق آسيا، ومجموعة العشرين. كما أنها عضو مؤسس في كل من منتدى التعاون الاقتصادي لدول آسيا والمحيط الهادئ، وقمة شرق آسيا.
في 1 يناير 2007، تولى وزير خارجية كوريا الجنوبية «بان كي مون» منصب الأمين العام للأمم المتحدة، وعمل في هذا المنصب حتى 31 ديسمبر 2016.

## العلاقات بين الكوريتين
يمكن تقسيم العلاقات بين الكوريتين إلى خمس فترات. كانت المرحلة الأولى بين عامي 1972 و1973؛ كانت المرحلة الثانية هي تسليم بيونغ يانغ عاصمة كوريا الشمالية سلع الإغاثة إلى كوريا الجنوبية بعد أن أدى طوفان إلى فيضانات مدمرة عام 1984، وكانت المرحلة الثالثة عبارة عن تبادل الزيارات المنزلية والفنانين في عام 1985. تمثلت المرحلة الرابعة، التي نشطتها «السياسات الشمالية» تحت حكم رئيس كوريا الجنوبية «روو تاي وو»؛ بتوسيع الاتصالات العامة والخاصة بين الكوريتين. تحسنت المرحلة الخامسة بعد انتخاب كوريا الجنوبية لـ«كم داي جنغ» عام 1997. إذ مهدت «سياسة الشمس المشرقة» التي اتبعها في التعامل مع كوريا الشمالية الطريق أمام القمة التاريخية بين الكوريتين في يونيو 2000.
ظلت إمكانية إعادة توحيد كوريا موضوعًا بارزًا. ومع ذلك، لم توقّع حتى الآن معاهدة سلام مع الشمال. في يونيو عام 2000، عُقدت أول قمة تاريخية بين كوريا الشمالية وكوريا الجنوبية، كجزء من سياسة الشمس المشرقة التي استخدمتها كوريا الجنوبية في التواصل. ومنذ ذلك الحين، أدت اتصالات منتظمة إلى كسر حذر للجمود. حصل الرئيس كيم على جائزة نوبل للسلام عام 2000 عن هذه السياسة.
بهذه السياسة، التي استمرت تحت إدارة الرئيس التالي «روه مو هيون»، ازدادت العلاقات الاقتصادية بين البلدين، وأُرسلت المساعدات الإنسانية إلى كوريا الشمالية، وأُعيد لم شمل بعض العائلات المنقسمة لفترة وجيزة. ولكن، ما تزال العلاقات العسكرية مشحونة بالتوتر، وفي عام 2002 أودت مناوشات بحرية قصيرة بحياة أربعة بحارة من كوريا الجنوبية، الأمر الذي ترك مستقبل سياسة الشمس المشرقة غير مؤكد. قطعت كوريا الشمالية المحادثات، لكن بقيت كوريا الجنوبية ملتزمة بسياسة المصالحة وبدأت العلاقات تتحسن مرة أخرى. أدت عودة ظهور القضية النووية بعد عامين إلى إلقاء ظلال من الشك على العلاقات بين البلدين، لكن كوريا الجنوبية سعت إلى لعب دور الوسيط بدلًا من الخصم، وبدا أن العلاقات الاقتصادية في ذلك الوقت تنمو مرة أخرى.
على الرغم من سياسة الشمس المشرقة وجهود المصالحة، فقد كان التقدم معقدًا بسبب اختبارات كوريا الشمالية للصواريخ في الأعوام 1993 و1998 و2006 و2009. اعتبارًا من أوائل عام 2009، أصبحت العلاقات بين كوريا الشمالية وكوريا الجنوبية متوترة للغاية؛ إذ ذكرت التقارير نشر كوريا الشمالية للصواريخ، وإنهاءها اتفاقياتها السابقة مع كوريا الجنوبية، وتهديدها كوريا الجنوبية والولايات المتحدة بعدم التدخل في خططها لإطلاق قمر صناعي. منذ عام 2009، ما تزال كوريا الشمالية وكوريا الجنوبية متعارضتَين وتتشاركان حدودًا شديدة التحصين. 
في 27 مايو 2009، أعلنت وسائل الإعلام في كوريا الشمالية أن الهدنة لم تعد صالحة بسبب تعهد حكومة كوريا الجنوبية «بالانضمام بالتأكيد» إلى المبادرة الأمنية لمكافحة الانتشار. ازدادت تعقيدات العلاقة بين البلدين وتوترت عندما غرقت الفرقيطة الكورية الجنوبية «تشونان» في مارس 2010، ما أسفر عن مقتل 46 بحارًا، وفي 20 مايو 2010 ادعى فريق من الباحثين حول العالم أن قذيفة كورية شمالية تسببت في غرق الفرقيطة، وهو ما تنفيه كوريا الشمالية. وافقت كوريا الجنوبية على النتائج التي توصل إليها فريق الباحثين، وأعلن الرئيس لي ميونغ باك في مايو 2010 أن العاصمة سول ستقطع جميع العلاقات التجارية مع كوريا الشمالية كجزء من الإجراءات التي تهدف في المقام الأول إلى رد الضربة إلى كوريا الشمالية دبلوماسيًا وماليًا. ونتيجة لذلك، قطعت كوريا الشمالية جميع العلاقات وألغت تمامًا ميثاق عدم الاعتداء السابق.
في نوفمبر 2010، أعلنت وزارة التوحيد رسميًا إخفاق سياسة الشمس المشرقة وأنهتها. في 23 نوفمبر 2010، قصفت مدفعية كورية شمالية يونبيونغ بعشرات الطلقات الموجهة إلى جزيرة يونبيونغ- راي والمنطقة المحيطة بها.

## اتفاقيات التجارة الحرة
لدى كوريا الجنوبية الاتفاقيات التجارية التالية:
- اتفاقية التجارة الحرة بين كوريا الجنوبية والآسيان (بروناي، وكمبوديا، وإندونيسيا، ولاوس، وماليزيا، وميانمار، والفلبين، وسنغافورة، وتايلاند، وفيتنام).
- اتفاقية التجارة الحرة بين كوريا الجنوبية وأستراليا
- اتفاقية التجارة الحرة بين كوريا الجنوبية وكندا
- اتفاقية التجارة الحرة بين كوريا الجنوبية وتشيلي
- اتفاقية التجارة الحرة بين كوريا الجنوبية والصين
- اتفاقية التجارة الحرة بين كوريا الجنوبية وكولومبيا
- اتفاقية التجارة الحرة بين كوريا الجنوبية ورابطة التجارة الحرة الأوروبية (أيسلندا، وليختنشتاين، والنرويج، وسويسرا)
- اتفاقية التجارة الحرة بين كوريا الجنوبية والاتحاد الأوروبي (النمسا، وبلجيكا، وبلغاريا، وكرواتيا، وقبرص، وجمهورية التشيك، والدنمارك، وإستونيا، وفنلندا، وفرنسا، وألمانيا، واليونان، والمجر، وإيرلندا، وإيطاليا، ولاتفيا، وليتوانيا، ولوكسمبورغ، ومالطا، وهولندا، وبولندا، والبرتغال، ورومانيا، وسلوفاكيا، وسلوفينيا، وإسبانيا، والسويد، والمملكة المتحدة)
- اتفاقية التجارة الحرة بين كوريا الجنوبية والهند (اتفاق الشراكة الاقتصادية الشامل)
- اتفاقية التجارة الحرة بين كوريا الجنوبية ونيوزيلندا
- اتفاقية التجارة الحرة بين كوريا الجنوبية وبيرو
- اتفاقية التجارة الحرة بين كوريا الجنوبية وسنغافورة
- اتفاقية التجارة الحرة بين كوريا الجنوبية وتركيا
- اتفاقية التجارة الحرة بين كوريا الجنوبية والولايات المتحدة الأمريكية
- اتفاقية التجارة الحرة بين كوريا الجنوبية وفيتنام

اعتبارًا من أواخر عام 2016، دخلت الدول التالية في مفاوضات مع كوريا الجنوبية حول اتفاقية التجارة الحرة: دول أمريكا الوسطى (كوستاريكا، والسلفادور، وغواتيمالا، وهندوراس، ونيكاراغوا، وبنما، وباراغواي)، ودول مجلس التعاون الخليجي (البحرين، والكويت، وعمان، وقطر، والمملكة العربية السعودية، والإمارات العربية المتحدة)، وإندونيسيا، وإسرائيل، واليابان، وماليزيا وميركوسور (السوق المشتركة الجنوبية)، والمكسيك، ومنغوليا، ودول الشراكة الاقتصادية الإقليمية الشاملة (10 دول آسيوية: كوريا، والصين، واليابان، وأستراليا، ونيوزيلندا، والهند)، وروسيا، واتحاد تعاون جنوب آسيا، وكوريا والصين واليابان.